# Wall Street (stacja metra na Broadway – Seventh Avenue Line)
Wall Street – stacja metra nowojorskiego, na linii 2 i 3. Znajduje się w jednej z dzielnic Manhattanu - Financial District, w Nowym Jorku i zlokalizowana jest pomiędzy stacjami Fulton Street i Clark Street. Została otwarta 1 sierpnia 1918.